# Elattoneura
Elattoneura é um género de libelinha da família Protoneuridae.
Este género contém as seguintes espécies:
- Elattoneura caesia
- Elattoneura cellularis
- Elattoneura frenulata
- Elattoneura glauca
- Elattoneura leucostigma
- Elattoneura nigra
- Elattoneura pasquinii